# Inkheart
Inkheart es una película inglesa del año 2009, dirigida por Iain Softley y protagonizada por Brendan Fraser, Paul Bettany, Sienna Guillory, Jim Broadbent, Eliza Bennett y Helen Mirren. Está 
basada en el libro titulado Corazón de tinta (Titenherz, 2003), escrito por Cornelia Funke.

## Argumento
Basada en el primer libro de la trilogía de Cornelia Funke. Mortimer "Mo" Folchart (Brendan Fraser) y su hija Meggie de 12 años de edad (Eliza Hope Bennett), comparten la pasión por la literatura. Tienen también un talento único para hacer que los personajes de los libros cobren vida con sólo leer en voz alta. Pero existe un peligro: por cada personaje de un libro que traen a la vida, una persona real debe desaparecer entre las páginas. En una de sus visitas a una librería de segunda mano, Mo escucha voces que no había escuchado durante mucho tiempo y cuando localiza el libro de donde provienen, un escalofrío le recorre el cuerpo por toda la columna vertebral. Es Corazón de tinta, un libro cubierto de ilustraciones de castillos medievales y de extrañas criaturas. Un libro que ha estado buscando desde que Meggie tenía tres años, cuando Resa (Sienna Guillory), su madre, desapareció en ese mundo místico. Sin embargo, el plan de Mo de utilizar el libro para encontrar y rescatar a Resa se ve ensombrecido cuando Capricornio (Andy Serkis), el malvado villano de Corazón de tinta, secuestra a Meggie y le exige a Mo que haga que cobren vida otros personajes de la ficción. Determinado a rescatar a su hija y a enviar a los personajes de la ficción de nuevo al lugar al que pertenecen, Mo organiza un grupo de aliados sin igual, tanto reales, como imaginarios, y se embarca en un viaje templado y peligroso para poner las cosas en orden.

## Reparto
- Brendan Fraser como Mortimer "Mo" Folchart.
- Eliza Bennett como Meggie Folchart
- Sienna Guillory como Teresa Folchart.
- Jim Broadbent como Fenoglio.
- Helen Mirren como Elinor Loredan.
- Paul Bettany como Dedo Polvoriento.
- Andy Serkis como Capricornio.
- Rafi Gavron como Farid.
- Jamie Foreman como Basta.

## Producción
Poco después de publicar la novela, Cornelia Funke envió una copia de Inkheart al actor Brendan Fraser, explicándole que él había sido su inspiración para el personaje de Mo. Gracias a eso el director Iain Softley lo tuvo fácil para encontrar al protagonista del film.
Para el papel de su hija se tuvo la intención de contratar a una actriz desconocida, pero acabaron decantándose por la televisiva Eliza Bennett. Funke ha declarado que tuvieron que cambiarse varias escenas del final de la película, que fue filmada en los Shepperton Studios cerca de Londres, y en exteriores de Balestrino (La guarida del villano Capricornio), Albenga, Alassio, Entracque y Laigueglia, Italia, en 2006 y 2007.}}
El castillo de Hever en Kent se usó como la villa de Elinor.
La empresa Double Negative creó los efectos visuales del film.